# Die Missouris
Die Missouris waren ein deutsches Schlager-Duo, bestehend aus den Sängern Michael Holm und Albert Schützenberger (Bert Berger bzw. Boy Berger).
Das Duo wurde 1961 gegründet, als sich die beiden bei den ersten Deutschen Schlager-Festspielen in Baden-Baden bewarben. Obwohl sie mit ihrem Titel Texas-Jimmy hinter dem Instrumental-Titel Bailando a dos des Orchesters Alfred Hause nur den 2. Platz belegten, wurde das Duo über Nacht bekannt und konnte sich vorübergehend auf dem Schlagermarkt halten. Produziert wurde das Duo zunächst von Mal Sondock. 1962 standen die Missouris auch vor der Kamera. Sie spielten in dem Film Schlagerrevue 1962 mit.
1962 übernahm Wolf Kabitzky die Produktion des Duos aber erst im Frühjahr 1963 hatten sie ihren nächsten Hit Der King, eine Cover-Version eines Elvis-Presley-Titels. Ein nochmaliger Versuch, einen Hit zu produzieren misslang, so dass sich das Duo Ende 1963 trennte.
Michael Holm war später als Solist und Produzent erfolgreich. Zunächst gründete er jedoch mit Joachim Heider ein neues Duo, „Mike und Joe“. Auch Boy Berger versuchte es mit der Fortsetzung seiner bereits 1959 gestarteten Solokarriere, doch konnte er sich nicht behaupten.

## Diskografie
Insgesamt haben die Missouris folgende 18 Titel bei Telefunken aufgenommen (chronologische Auflistung nach Aufnahmedatum):
- Ich will dich immer wieder küssen
- Nur für Verliebte
- Texas Jimmy
- Heute Abend (da bin ich ein glücklicher Mann)
- Sage mir nie Goodbye
- Bin so allein
- Gitarren Serenade (Zwei Gitarren am Meer)
- Gitarren spielt auf!
- Grüß mir meine Texasbraut
- Golden Hill (…und die Sonne brannte heiß)
- Wer hält das aus
- Der King
- Bossa Nova Baby
- Hello Boys (Er ist arm, sie ist reich)
- Die Trude mit dem treuen Blick
- Komm in das Tal am Colorado
- Sandy, Sandy
- Komm, wir schaun noch mal zu Johnny rein

## Singles
- 1961: Ich Will Dich Immer Wieder Küssen / Nur Für Verliebte (as Die Missouris)
- 1961: Sage Mir Nie Goodbye / Bin So Allein (as Die Missouris)
- 1961: Texas Jimmy / Heute Abend (Da Bin Ich Ein Glücklicher Mann) (as Die Missouris)
- 1962: Grüß Mir Meine Texasbraut / Golden Hill (…Und Die Sonne Brannte Heiß) (as Die Missouris)
- 1962: Der King / Wer Hält Das Aus / (as Die Missouris)
- 1962: Sag’ Mir Nie Goodbye / Bin So Allein  (as Die Missouris)
- 1962: Gitarren-Serenade / Gitarren Spielt Auf! (as Die Missouris)
- 1963: Der King / Wer Hält Das Aus (as Die Missouris)
- 1963: Hello Boys (Er Ist Arm, Sie Ist Reich) / Bossa Nova Baby (as Die Missouris)
- 1963: Komm In Das Tal Am Colorado / Die Trude Mit Dem Treuen Blick (as Die Missouris)
- 1964: Komm, Wir Schaun Noch Mal Zu Johnny Rein / Sandy, Sandy (as Die Missouris)